# Weisenheim am Berg
Weisenheim am Berg este o comună din landul Renania-Palatinat, Germania.

Stemă
Banner